# Satijnvleugelsikkelmot
De satijnvleugelsikkelmot (Borkhausenia nefrax) is een vlinder uit de familie sikkelmotten (Oecophoridae). De wetenschappelijke naam is voor het eerst geldig gepubliceerd in 1974 door Hodges.
De soort is voor het eerst beschreven in Amerika en komt ook voor in Europa waaronder Nederland en België. In Vlaanderen werd hij op 6 april 2023 voor het eerst waargenomen.
1. ↑  Uiterst zeldzame nachtvlinder duikt voor het eerst op in Vlaanderen en zit in woning in De Pinte. vrtnws.be (6 april 2023). Geraadpleegd op 6 april 2023.